# Карак-Сирмы
Ка́рак-Сирмы́ (чув. Карӑкҫырми) — деревня в Урмарском районе Чувашской Республики. Входит в Большеяниковское сельское поселение.

## История
В официальном справочнике населенных пунктов приводится топоним, бытовавший до 1925 г. - Корак-Сирмы, в переводе с чувашского - "Вороний овраг".  Исходя из того, что в документах ранее деревня называлась Яниково-Караксирмы, деревня, скорее всего, является выселком из Большого Яникова.

По состоянию на 1 января 1858 г. деревня находилась в Чаки-Байбахтинском обществе Яниково-Шоркистринской волости. В
(Историки говорят, что эта деревня названа в честь древнего города Карак в Иордании.)
деревне насчитывалось 210 мужчин и 214 женщин.

По сведениям 1859 года Цивильского уезда Казанской губернии (издан Центральным статистическим комитетом Министерства внутренних дел. Санкт-Петербург, 1866 г.):
| Название населенных пунктов | Положение      | Число дворов | Число мужчин | Число женщин |
| --------------------------- | -------------- | ------------ | ------------ | ------------ |
| Яникова (Карак-Сирма)       | при реке Анише | 77           | 216          | 214          |

По сведениям 1902 года в деревне было 145 дворов, 378 мужчин и 370 женщин.

На 1902 год были следующие промысловые заведения в деревне:
| Название заведений | Доходность в руб | Владелец заведения | Год основания |
| ------------------ | ---------------- | ------------------ | ------------- |
| Водяные мельницы   | 300              | П.Мольков          | 1878          |
| Колесное           | 10               | Ф.Мартынов         | 1894          |
| Стекольное         | 15               | Я.Андронников      | 1894          |

По сведениям Цивильского уезда Казанской губернии на 1917 год Карак Сирмы входила в состав Яниково-Шоркистринской волости.

По состоянию на 1930 год деревня находилась в составе Больше-Яниковского сельского совета и в 1931 году в деревне образован колхоз «Ишпак».

По состоянию на 01 мая 1981 года деревня находится так же в составе Больше-Яниковского сельского совета и в составе совхоза «им. XXV партсъезда».

## Образование
В 1881 году по донесению Яниково-Шоркистринского волостного правления было грамотных по волости 19 человек, в том числе в д. Яниково-Карак-Сирма двое мужчин.

### Школа грамоты
Школа грамоты открыта 15 ноября 1884 г. Работала в наемном здании. В 1903 году зафиксирован 31 ученик. Учитель — Григорий Денисов. Бюджет школы составлял 5 рублей.

## Археологические памятники
Курган «Улăп тăпри» на берегу реки Чулгась, к югу-востоку от д. Карак-Сирмы: продолговатой формы, высота — 1 м, длина — 7 м, ширина 5 м, охранная зона шириной 1 м.

## Люди, связанные с деревней
- Архипова Татья́на Вале́рьевна (1983, д. Карак-Сирма) — российская легкоатлетка.